# Głuptakowce
Głuptakowce (Sulae) – podrząd ptaków z rzędu głuptakowych (Suliformes). 

## Systematyka
Do podrzędu należą następujące rodziny:
- Sulidae – głuptaki
- Phalacrocoracidae – kormorany
- Anhingidae – wężówki